# Pravi biznis
Pravi biznis je slovenska humoristična nanizanka, ki se je predvajala ob sobotnih večerih enkrat mesečno na prvem programu TV Slovenija od 4. oktobra 1997. Je nadaljevanje serije Teater Paradižnik. 
Vinko je z redom obsedeni režiser in najemnik stanovanja. Bosanec Veso ima na posel in porabo denarja drugačen pogled kot tipični Slovenec. Čeh Pšemek je neumni in naivni lastnik denacionalizirane hiše. Dolenjec sosed Lastnik je v Klub Entra vložil ves denar.

## Produkcija
Serija je nastala v razvedrilnem programu RTV Slovenija. Snemali so tudi v ljubljanskem Centralu, ki je bil do leta 1994 diskoteka Turist.

## Zasedba

### Glavni liki
- Vinko (Janez Škof)
- Veso (Jernej Šugman)
- Pšemek Kovacs (Jernej Kuntner)
- Hinko (Gojmir Lešnjak)
- Sosed Lastnik (Sašo Hribar)
- Stanka Kovacs (Mirjam Korbar)

## Ekipa
- režiser: Branko Djurić
- scenarij: Branko Djurić, Nataša Goršek Mencin, Simona Stražišar
- avtor uvodnega songa: Janez Zmazek - Žan
- fotografija: Andrej Lupinc (1. del), Bojan Kastelic
- scenografija: Janko Kramberger (1. del), Greta Godnič
- kostumografija: Zvonka Makuc
- montaža: Tomo Zajc
- redaktorica: Nataša Goršek Mencin
- producentka razvedrilnega programa: Mica Puc Ornik

## Epizode
| Št. | Datum predvajanja      | Glasbeni gost      | Glavni igralci                                                                        | Gostujoči igralci |
| --- | ---------------------- | ------------------ | ------------------------------------------------------------------------------------- | --- |
| 1.  | 4. oktober 1997        | Irena Vrčkovnik    | Jernej Šugman, Janez Škof, Sašo Hribar, Jernej Kuntner                                | / |
| 2.  | 15. november 1997      |                    |                                                                                       | |
| 3.  | 13. december 1997      |                    |                                                                                       | |
| 4.  | 10. januar 1998        |                    |                                                                                       | |
| 5.  | 14. februar 1998       | Big Foot Mama      | Jernej Šugman, Janez Škof, Gojmir Lešnjak, Sašo Hribar, Jernej Kuntner, Mirjam Korbar | Dario Varga, Uroš Maček, Gašper Tič, Pavle Ravnohrib, Jožef Ropoša, Tanja Ribič, Ivan Rupnik, Jette Ostan Vejrup, Tone Kuntner, Roman Žun, Don Sergio |
| 6.  | 14. marec 1998         |                    |                                                                                       | |
| 7.  | 11. april 1998 (TVS 2) |                    |                                                                                       | |
| 8.  | 23. maj 1998           | Magnifico          | Jernej Šugman, Janez Škof, Gojmir Lešnjak, Jernej Kuntner, Sašo Hribar                | Pavle Ravnohrib |
| 9.  | 13. junij 1998         | Blue Grass Hoppers | Jernej Šugman, Janez Škof, Gojmir Lešnjak, Jernej Kuntner, Mirjam Korbar              | Davor Janjić, Boris Ostan, Gašper Tič, Nataša Ralijan Tič                                                                                             |
| 10. | 19. september 1998     |                    |                                                                                       | |

## Kritike
Lada Zei (Delo) je v oceni prve epizode pohvalila improvizacijo po njenem mnenju štirih odličnih igralcev, zmotili pa so jo predolgi glasbeni vložki. Pšemekova slovenščina se ji je zdela bolj češka od češčine same. (ocena: 4).
Bogi Pretnar (Delo) je po ogledu šeste epizode serijo odpisala. Označila jo je za obujanje dragega in zlasti uspešnega Teatra Paradižnik, ki je razvodenelo in bi ga morali odgovorni prekiniti. Zdelo se ji je, da se scenaristi mučijo z ustvarjanjem vsebine, ki bi zadostila eni uri programa, ter da je vse na plečih igralcev, ki ne morejo pokriti finančne luknje, ki se kaže v tem, da je urednica tudi scenaristka ter da dogajanje poteka v prostorih nacionalke in čez cesto, v takratnem klubu Central (še prej imenovan Turist) (ocena: 2).